# Yamato-damashii
Yamato-Damashii (大和魂, « Esprit japonais ») est un terme de la langue japonaise destiné à désigner les valeurs et les caractéristiques spirituelles et culturelles du peuple japonais. L'expression naît au cours de l'époque de Heian pour décrire l'« esprit » des Japonais indigènes ou les valeurs culturelles par opposition aux valeurs culturelles de pays étrangers tels que celles identifiées par les contacts avec la Chine de la dynastie Tang. Plus tard, le terme évoque un contraste qualitatif entre l'esprit japonais et l'esprit chinois. Les écrivains et samouraïs de l'époque d'Edo l'emploient pour enrichir et soutenir les concepts bushido d'honneur et de bravoure. Les nationalistes japonais introduisent le Yamato-damashii dans leur propagande – « l'esprit courageux, audacieux et indomptable du peuple japonais » – comme l'une des doctrines politico-militaires japonaises de la période Shōwa. Yamato-damashii peut se traduire par « Esprit japonais », « Âme japonaise », « Esprit Yamato » et « Âme du Japon ancien ». Lafcadio Hearn mentionne cette dernière en relation avec le shinto :

« Pour ce type de caractère moral national est inventé le nom Yamato-damashi (ou Yamato-gokoro), — l'« âme Yamato » (ou « Cœur Yamato »), — appellation de l'ancienne province de Yamato, siège des premiers empereurs, figurativement utilisée pour désigner l'ensemble du pays. Nous pourrions correctement, bien que moins littéralement, interpréter l'expression Yamato-damashi comme « Âme du Japon ancien ». (1904:177) »

## Origine du terme
À l'origine, Yamato-damashi n'est pas imprégné de la tonalité belliqueuse ni idéologique avec laquelle il est plus tard associé dans le Japon de la période d'avant-guerre. Il apparaît pour la première fois dans la section Otome (乙女) du Genji monogatari (chapitre 21), comme une vertu native qui fleurit au mieux, non pas en opposition à la civilisation étrangère, mais plutôt, précisément, quand elle est fondée sur une base solide de l'apprentissage du chinois. Nous lisons ainsi :

« Non, la chose sûre est de lui donner un bon et solide fonds de connaissances. Ce qui est le cas quand il y a un fonds d'apprentissage chinois (zae 才), que l'esprit japonais (yamato-damashii (大和魂) est respecté dans le monde. »

— Murasaki Shikibu, Le Dit du Genji tr. Edward Seidensticker, 1976, 1:362

## Lexicologie
Yamato-damashii « Japon, japonais » est un mot composé de Yamato (大和, lit. « grande harmonie ») avec damashii, qui est la prononciation voisée rendaku de tamashii (魂, « esprit : âme »). Ces deux lectures kanji de Yamato et damashii sont des kun'yomi japonais indigènes, tandis que la lecture wakon (和魂, « esprit japonais ») est le sinitique on'yomi emprunté du chinois héhún (和魂).
Yamato est historiquement le deuxième de trois exonymes (ou autonymes) japonais communs pour « Japon, japonais ».
- Wa (倭／和?) est le plus ancien endonyme du Japon et dérive de l'exonyme chinois de la dynastie Han wō 倭 « Japon, japonais ». Ce caractère 倭, qui combine graphiquement le radical 亻 « humain, personne » et un wěi 委 « plié » phonétique, est habituellement prononcé wēi dans les mots composés du chinois classique comme wēichí 倭遲 « sinueux, tortueux » mais les érudits ont interprété Wō 倭 « Japonais » comme connotant faussement avec « soumis, docile » ou « court, nain », alors qu'en réalité il s'agissait du sens littéral « plié, courbé », traduisant ainsi « le peuple courbé, le pays des gens courbés », comme le sont encore aujourd'hui les Japonais pour marquer la politesse quand ils saluent en s'inclinant. Au VIIIe siècle, les scribes japonais remplaceront le caractère chinois péjoratif (pour eux) 倭 "Wa" « Japon » par 和 "Wa"  « harmonie ; paix ».
- Yamato est le nom indigène le plus ancien pour « Japon ». Daiwa et taiwa (empruntés du chinois dàhé, 大和) sont des lectures de on'yomi. Ce nom Yamato désigne à l'origine la province de Yamato, autour de l'actuelle préfecture de Nara où l'empereur Jinmu a selon la légende créé le Japon. Parmi les mots communs avec ce préfixe figurent Yamato-jidai (période Yamato, 250-710 CE), Yamato-minzoku (peuple Yamato, « race japonaise ») et Yamato-e (« peintures de style traditionnel japonais »).
- Nihon ou Nippon (日本?, lit. « origine du Soleil, « Japon ») est l'exonyme normal moderne. Par rapport à la prononciation neutre Nihon, Nippon a une connotation plus nationaliste.

Dans l'usage courant japonais, wa (倭) est une variante archaïque d'un caractère chinois pour wa (和), Yamato est un terme littéraire et historique et  Nihon  est le nom usuel pour « Japon, japonais ».
Tamashii ou tama est le kun'yomi japonais tandis que kon ou gon est le chinois pour on'yomi (de hún 魂). La sémantique japonaise influencée par le shinto de tama/tamashii va au-delà des concepts habituels d'« esprit », « âme » ou « fantôme » en plus de l'âme humaine, il comprend également les forces spirituelles diverses qui se trouvent dans la nature. Roy Andrew Miller suggère que l'allemand Geist ou le français élan sont de meilleures traductions que les mots spirit ou soul anglais :

« Mais enfin il faut conclure que rien dans aucune des langues européennes couramment utilisées, y compris l'anglais, ne rend vraiment justice au japonais tama . Spirit, soul, Geist  ou élan avec lesquels le terme japonais partage des significations, que ce soit le tama de Yamato-damashii ou le tama de kotodama, sont des entités vitales et actives qui ne jouent aucun rôle dans aucune imagerie ou expression usuelles en langue occidentale. Nous n'avons pas de mot semblable et nous n'utilisons pas d'imagerie capitalisant sur les concepts qu'il emploie; mais les Japonais ont ce mot et s'en servent. (1982:131) »

Kotodama (言霊, lit. « mot esprit », approximativement « mot magique »), illustre cette croyance traditionnelle japonaise relative aux énergies tama(shii). Le Nouveau dictionnaire japonais-anglais Kenkyūsha (en) (5e ed., 2003) donne des équivalents pour la traduction de kotodama et un exemple d'utilisation révélateur : « ことだま【言霊】, l'âme [esprit] de la langue; la puissance miraculeuse de la langue [une phrase, un sortilège] ⇨ 言霊の幸(さきわ)う国 Japon, « la terre où le mystérieux travail du langage apporte la félicité » ».
Yamato Nadeshiko (大和撫子, lit. « œillet superbe japonais ») est une métaphore florale pour « la Japonaise traditionnellement idéalisée ». Pendant la Seconde Guerre mondiale, les ultra-nationalistes popularisent Yamato Nadeshiko comme manifestation féminine de Yamato-damashii.

## Histoire tardive
L'origine de  Yamato-damashii  remonte à un millénaire lors de l'époque de Heian (794-1185) de l'histoire du Japon lorsque la culture chinoise et la langue chinoise sont très influentes.
Yamato-gokoro (大和心, « Cœur japonais; esprit japonais ») est le plus proche synonyme de Yamato-damashii. La poétesse Heian Akazome Emon utilise Yamato-gokoro pour la première fois dans son Goshūi Wakashū (後拾遺和歌集 « Collection tardive de glanures waka », 1086).
De même que wa, est l'abréviation habituelle de Yamato, wakon est une contraction de Yamato-damashii. Le Konjaku Monogatarishū (circa 1120) l'utilise pour la première fois pour décrire un cambrioleur qui a assassiné un savant renommé du droit classique chinois. « Bien que Kiyohara no Yoshizumi (清原善澄) avait une connaissance admirable, il passe pour être mort de cette façon puérile car il n'avait pas la moindre connaissance de l'esprit japonais » (tr. Carr 1994:283).
Pendant des siècles après son utilisation par les auteurs de l'époque de Heian, Yamato-damashii est rarement documenté jusqu'à la fin de l'époque d'Edo (1600-1868). Une exception de l'époque de Kamakura est l'histoire racontée dans le Gukanshō (ca. 1220) qui emploie Yamato-damashii pour faire la louange de l'enfant empereur Toba (r. 1107-1123).

« Cependant, il avait la personnalité de (son oncle) Fujiwara no Kinzane (藤原公実), caractérisée par sa connaissance du chinois et suivant les traces de (son ancêtre) Sugawara no Michizane mais Toba avait l'esprit encore plus japonais qu'aucun d'eux. (adapté de Carr 1994:283) »

Trois nouvelles phrases « esprit japonais » apparaissent vers 1867 lors de la restauration de Meiji. Tout d'abord, la modernisation Nihon-damashii (日本魂) est façonnée par Kyokutei Bakin, fameux auteur samouraï de gesaku. Son Chinsetsu Yumiharizuki (« Le Croissant de Lune », 1811) cite Minamoto no Tametomo qui traite des rituels du seppuku : « Je reconnais qu'une personne qui ne se soucie pas de mourir quand elle est sur le point de mourir peut superficiellement avoir l'esprit japonais, mais je pense que cela est un malentendu dû au fait de ne pas avoir appris à ce sujet ». (tr. Carr 1994:284). Deuxièmement, Wakon-kansai (和魂漢才, « Esprit japonais et érudition chinoise ») apparaît dans le Kanke ikai (菅家遺戒, « instructions de mort de Sugawara »). Troisièmement, Wakon-yōsai (和魂洋才, « Esprit japonais et techniques occidentales ») est créé par Yoshikawa Tadayasu (吉川忠安) dans son Kaika sakuron (開化策論, « Questions et thèmes sur le progrès », 1867).
À la suite des victoires japonaise lors de la première guerre sino-japonaise et de la guerre russo-japonaise, les nationalistes font de Wakon-yōsai un slogan pour la modernisation et la militarisation et développent Yamato-damashii en ce que Miller (1982: 13) appelle « le cri de ralliement officiel pour les forces armées japonaises dans la Seconde Guerre mondiale ».
De nos jours, Yamato-damashii est historiquement associé au nationalisme japonais mais est couramment utilisé dans les discussions nihonjinron  et les médias sportifs. C'est la devise de l'école internationale de race pure mixed martial arts dirigée par le nippo-américain Enson Inoue. Le professeur David Pollack prédit que Yamato-damashii disparaîtra.

« La synthèse ne prend fin que lorsqu'une antithèse cesse d'apparaître. Pendant de nombreux siècles, le Japon a trouvé son antithèse la plus importante en Chine. Au cours du siècle dernier, l'Occident a été le terme antithétique dans la dialectique et comme toujours, c'est dans cet « autre » que le Japon a cherché sa propre image, scrutant anxieusement les signes de sa propre identité dans le miroir du reste du monde. Après que le défi de la technologie occidentale a été atteint avec succès, on se demande ce qui restera « étranger », outre le fait que la nécessité historique d'un « autre » fait défaut. Dans ce cas, « l'esprit japonais » (Yamato-damashii) va se trouver face à face avec le plus effrayant « autre » de tous - son absence -  point auquel l'opposition doit cesser ou bien se nourrir d'elle-même. (1986:52-3) »

## Définitions
Les mots racialement et ethniquement offensants sont problématiques pour les dictionnaires. Lexicographes et éditeurs ont développé des politiques éditoriales pour le traitement des injures ethniques et des insultes. The American Heritage Dictionary of the English Language (en) (4e ed., 2000) par exemple, définit Jap comme « argot offensant, utilisé comme terme désobligeant pour une personne de naissance ou d'origine japonaise ».
Michael Carr fait valoir que Yamato-damashii (1994:280-1) « diffère sensiblement des insultes racistes habituelles parce que ce n'est pas une insulte manifeste, bien au contraire : c'est une adulation ethnique. Il appartient à une catégorie spéciale de bénédictions telles que « destinée manifeste » ou « peuple élu » qui impliquent « vanité
nationale, raciale ou ethnique ». Les connotations nationalistes et racistes du japonais  Yamato-damashii  sont comparables au Herrenvolk (« Race supérieure ») allemand.
Carr analyse de façon lexicographique les définitions de Yamato-damashii parmi les dictionnaires japonais modernes d'usage général de quatre éditeurs, à savoir Daijisen (Shōgakukan, 1986), Daijirin (Sanseidō, 1988), Nihongo Daijiten (en) (Kōdansha, 1989) et Kōjien (Iwanami Shoten, 1991).
Cette définition du populaire dictionnaire Daijirin donne par exemple le kanji 大和魂, prononciation moderne et en ancien japonais, deux significations, des synonymes et des exemples d'utilisation extraits de la littérature japonaise.

« やまとだましい［―だましひ］4 【《大和》魂】①大和心。和魂。（漢学を学んで得た知識に対して）日本人固有の実務・世事などを処理する能力・知恵をいう。「才(ざえ)を本としてこそ、―の世に用ゐらるる方も強う侍らめ〔出典： 源氏（乙女）〕」 「露、―無かりける者にて〔出典： 今昔 二十〕」②( 近世以降の国粋思想の中で用いられた語)日本民族固有の精神。日本人としての意識。
yamato ... -damashii, -damashiFi « type 4 » [accent sur da] 【《大和》魂】 1- yamato-gokoro. wakon. (
contrairement aux connaissances acquises à partir de l'étude des classiques chinois), capacité ou sagesse / intelligence caractéristique des Japonais pour gérer / traiter les choses réelles et les affaires du monde. Le Dit du Genji (chapitre « La servante » : « Sans une base solide de connaissance livresque, cet « esprit japonais » dont on parle tant n'est pas d'une grande utilité dans le monde ». [le Dit du] Le temps passé (20) : « Il n'avait pas la moindre connaissance de l'esprit japonais ». 2- (terme utilisé dans l'idéologie ultra-nationaliste récente), mentalité caractéristique de la race / personnes japonaises. Conscience / connaissance d'être une personne japonaise. (tr. Carr 1994:288) »

Collectivement, ces quatre définitions donnent un aperçu de ce que Yamato-damashii signifie en japonais d'usage courant. Elles distinguent toutes deux significations fondamentales : « une capacité pratique japonaise, opposée à l'érudition chinoise » et un « concept (bushidō/nationaliste) de valeur défiant la mort ». Lorsque deux ou plusieurs définitions utilisent une terminologie identique, cela suggère un consensus sur la sémantique. Par exemple, alors que les dictionnaires sont partagés quant à savoir si le sens ① se réfère à Nihon-minzoku (« race/peuple/nation japonaise ») ou Nihon-jin (日本人, « peuple ou personne japonais »), tous les quatre disent que le sens nationaliste ② renvoie à Nihon-minzoku.
Pour la première signification, le mot le plus saillant (utilisé sept fois) est koyū (固有, « inhérent, inné, caractéristique, qualité spéciale »). Ce sens est défini comme étant un noryoku (能力, « aptitude, capacité, compétence ») ou chie (知恵, « sagesse, perspicacité, intelligence ») qui se rapporte à jisseikatsujōno (実生活上, « vraie vie, réalité / pratique quotidienne ») ou jitsumutekina (実務的な, « choses réelles, expérience pratique »).
Pour la seconde signification, toutes les définitions décrivent un seishin (精神, « esprit, mentalité, âme, génie »). Plus précisément, un « esprit japonais » avec kakan (果敢, « hardiesse, courage, audace, détermination »), yūmō (勇猛, « bravoure, vaillance, intrépidité, audace »), et shinmei o mo oshimanai (身命をも惜しまない, « sans égard pour sa vie »), en particulier lorsque koto ni atatte (事に当たって, « face à une question vitale, en cas de crise »). La pureté est mentionnée avec seijo (清浄, « pureté, propreté») et isagiyoi (潔い, « pur, propre, honorable, brave, courageux »).
Dans cet échantillon de dictionnaire, seul le Nihongo Daijiten qualifie Yamato-damashii comme une caractéristique to sareta (とされた, « présumé, supposé, prétendu »), tandis que les trois autres le définissent comme une question de fait. Carr conclut (1994:290), « Croire que tous les individus de toute race ou nationalité partagent certaines caractéristiques « spirituelles » est au mieux une généralisation excessive, ou au pire du racisme ».
Certains dictionnaires monolingues anglais ont des entrées pour Yamato ou Yamato-e mais seul l'Oxford English Dictionary a une entrée our Yamato-damashii.
L'OED donne trois exemples d'utilisation, à commencer par Yamato-damashi (1942, Royal Air Force Journal, « Il sera rempli de ce qu'on appelle Yamato Damashi [sic] ou pur esprit du Japon ».) et Yamato-damashii (1957, Encyclopædia Britannica). Notez que la citation de Hearn de 1904 ci-dessus est antérieure à cette citation de 1942.
La plupart des dictionnaires japonais-anglais traduisent littéralement Yamato-damashii par « l'esprit japonais ». Le Nouveau dictionnaire japonais-anglais Kenkyusha (5e ed., 2003) par exemple possède une entrée Yamato : (ancien) Japon, avec 14 sous-entrées dont Yamato-damashii : esprit japonais et Yamato-gokoro : l'esprit japonais, la sensibilité japonaise.
L'Encyclopedia of Shinto en ligne (avec lien ci-dessous) définit Yamato-damashii de façon exhaustive.

« Littéralement, « Esprit japonais »; Yamato damashii est également écrit 大和魂. Ce terme est souvent opposé à « Connaissance chinoise » (karasae) qui désigne la connaissance et l'érudition importées de Chine au Japon. Yamato damashii se réfère à une faculté inhérente de sagesse de bon sens, d'ingéniosité et de jugement prudent caractéristiques et unique au peuple japonais. Il se réfère également à une aptitude et intelligence pratiques de la « vraie vie » par contraste avec l'érudition et les connaissances acquises par l'éducation formelle. Il s'agit d'un terme utilisé pour exprimer des idées telles que la pureté essentielle et l'esprit résolu du peuple japonais, l'aspiration à la paix et à la sécurité de la nation et à la possession d'un esprit fort et aux émotions qui affrontent tous les défis, même au détriment de sa propre vie. Yamato damashii est synonyme de Yamato gokoro (lit. « Cœur japonais »). »

## Source de la traduction
- (en) Cet article est partiellement ou en totalité issu de l’article de Wikipédia en anglais intitulé « Yamato-damashii » (voir la liste des auteurs).